# Sibiretta kyraensis
Sibiretta kyraensis är en fjärilsart som beskrevs av Petr Ya. Ustjuzhanin 1996. Sibiretta kyraensis ingår i släktet Sibiretta och familjen fjädermott. Inga underarter finns listade i Catalogue of Life.